# 幼稚園WARS
《幼稚園WARS》（日语：幼稚園WARS）是由千葉侑生繪製的動作爱情喜剧漫畫作品，於2022年9月15日開始在少年Jump+上連載。截至2023年8月，單行本發行量突破70萬冊。

## 劇情簡介
「諾瓦爾幼稚園」是號稱「世界上最安全的幼稚園」，其下學生全是政要、名人和富商等權貴的孩子；而老師則都是為了換取減刑的前罪犯，除了教書外，他們最重要的職責是保護學生免受潛在暗殺者的侵害。某天，被稱為「魔女」的前殺手麗塔開始於「諾瓦爾幼稚園」供職，對她來說當保鑣是次要的工作，其最重要目的是在眾多前來「拜訪」的殺手中找尋屬於自己的「白馬王子」。

## 登場人物

### 蒲公英班
麗塔（Rita）
本作女主角。20歲，前殺手，在內行中被稱為「魔女」，後成為諾瓦爾幼稚園蒲公英班的老師。精通所有武器。喜好和相信占卜，是個除了帥哥之外其餘都不在乎的花痴，總是對來襲的帥哥殺手產生好感，但只要對方的回答與她的喜好不同就會開槍殺死對方，而長相完全不在帥哥範圍的就會直接開槍解決。愛用的手槍是M92F。早年父母雙亡。隨劇情推進和道格成為情侶關係。
道格（Doug）
本作男主角。23歲，前詐騙專家，麗塔在蒲公英班的同事兼前輩，黑发型男。童年被父母拋棄，在貧民窟為求生存盡行偷竊搶劫和詐騙之事。稱麗塔為「矮冬瓜」，後被麗塔從殺手集團中救起後對她產生好感。記憶力超群，加入幼稚園後沒多久就記住了所有學生的長相與姓名。擅長翻譯，連童言童語都能第一時間加以理解。愛用的手槍是P99。隨劇情推進和麗塔成為情侶關係。
哈娜·布拉德利（Hana Bradley）
麗塔在蒲公英班的同事兼後輩，18歲，殺手家族布拉德利家的么女。用球棒搭配炸彈戰鬥。為了救出哥哥蕭（ショー）曾一度背叛蒲公英班，後來在得到麗塔原諒正式加入諾瓦爾幼稚園。

### 菊花班
盧克·史密斯（Luke Smith）
諾瓦爾幼稚園菊班的老師，前警官，因殺了上司而入獄，後為了減刑而成為幼教。少女漫畫愛好者。愛用的手槍是柯爾特蟒蛇左輪手槍。
希爾薇亞（Silvia）
諾瓦爾幼稚園菊班的老師，前走私者。愛慕盧克，並與他合作無間。愛用的槍械是MAC-11。

### 其他
艾莉娜（Erina）
諾瓦爾幼稚園的園長，前軍人。在所有特殊老師身上安裝了GPS定位晶片，除非老師是為了保護學生，否則不允許他們離開校園一步。但有時也會網開一面讓老師有短暫的自由行動時間。愛用的手槍是沙漠之鷹。
戈登·Z·斯凱（Gordon Z. Sky）
諾瓦爾幼稚園的副園長與校醫，與艾麗娜同樣為軍人出身。雖長相兇惡魁梧但實際愛好和平，不喜歡爭鬥。
萊拉（Lyra）
諾瓦爾幼稚園的學生，身份不明，但被認為是所有學生中最重要的一個，甚至諾瓦爾幼稚園可以是說是為她而設。

### 新世界秩序
里奧（Leo）
麗塔的雙胞胎弟弟，跨國犯罪組織「新世界秩序」的成員。率殺手企圖謀殺萊拉。

## 製作背景
作者千葉侑生在《幼稚園WARS》出品前曾經有過約兩年的漫畫空窗期，期間幾近用盡所有積蓄，甚至一度放棄當漫畫家，在住家附近的麵包店應徵兼職工作，但卻在面試的一小時前不知何故突然經歷「人生中最嚴重的胃痛」。千葉為此放棄打工，並決定開始繪畫新的作品。在此之後《幼稚園WARS》大受歡迎，從而獲得連載的機會。最初該作根據《Jump Rookie!》的「連載爭奪排行榜」讀者投票排名開始獨立連載，後來在第21話才開始轉為通常連載。
根據千葉的介紹，《幼稚園WARS》是一部「殺手×幼稚園的浪漫喜劇」，看點在於「喜歡型男的最強老師與不斷出現的帥哥殺手的激烈攻防戰」。

## 出版書籍
《幼稚園WARS》由千葉侑生主筆，並在2022年9月15日於集英社的少年Jump+網站上開始連載，首卷單行本在隔年3月3日發行，目前已發行15卷單行本。此外，《幼稚園WARS》的海外英語版則在同樣為集英社旗下的MANGA Plus上連載。
| 冊數 | 集英社        | 集英社                 | 玉皇朝         | 玉皇朝                 | 尖端出版      | 尖端出版                                             |
| 冊數 | 發售日期      | ISBN                   | 發售日期       | ISBN                   | 發售日期      | ISBN / EAN                                           |
| ---- | ------------- | ---------------------- | -------------- | ---------------------- | ------------- | ---------------------------------------------------- |
| 1    | 2023年3月3日  | ISBN 978-4-08-883486-3 | 2023年8月5日   | ISBN 978-988-8841-25-7 | 2024年2月1日  | ISBN 978-626-377523-7                                |
| 2    | 2023年4月4日  | ISBN 978-4-08-883488-7 | 2023年11月2日  | ISBN 978-988-8841-74-5 | 2024年4月10日 | ISBN 978-626-377736-1                                |
| 3    | 2023年5月2日  | ISBN 978-4-08-883506-8 | 2023年11月20日 | ISBN 978-988-8841-79-0 | 2024年6月13日 | ISBN 978-626-377890-0                                |
| 4    | 2023年7月4日  | ISBN 978-4-08-883541-9 | 2024年3月13日  | ISBN 978-988-8873-56-2 | 2024年7月25日 | ISBN 978-626-377971-6 EAN 471-770-229668-1（特裝版） |
| 5    | 2023年9月4日  | ISBN 978-4-08-883640-9 | 2024年3月13日  | ISBN 978-988-8873-64-7 | 2025年2月7日  | ISBN 978-626-403408-1 EAN 471-770-229738-1（特裝版） |
| 6    | 2023年11月2日 | ISBN 978-4-08-883702-4 | 2024年4月30日  | ISBN 978-988-8873-64-7 | 2025年7月25日 | ISBN 978-626-434163-9 EAN 471-770-229881-4（特裝版） |
| 7    | 2024年1月4日  | ISBN 978-4-08-883842-7 | 2024年7月2日   | ISBN 978-988-8873-67-8 |               |                                                      |
| 8    | 2024年3月4日  | ISBN 978-4-08-883860-1 | 2024年9月30日  | ISBN 978-988-8873-82-1 |               |                                                      |
| 9    | 2024年5月2日  | ISBN 978-4-08-884034-5 | 2025年         | ISBN 978-988-8886-99-9 |               |                                                      |
| 10   | 2024年7月4日  | ISBN 978-4-08-884091-8 |                |                        |               |                                                      |
| 11   | 2024年9月4日  | ISBN 978-4-08-884186-1 |                |                        |               |                                                      |
| 12   | 2024年11月1日 | ISBN 978-4-08-884264-6 |                |                        |               |                                                      |
| 13   | 2025年1月4日  | ISBN 978-4-08-884345-2 |                |                        |               |                                                      |
| 14   | 2025年4月4日  | ISBN 978-4-08-884426-8 |                |                        |               |                                                      |
| 15   | 2025年8月4日  | ISBN 978-4-08-884627-9 |                |                        |               |                                                      |

## 反應
2021年12月，《幼稚園WARS》在第3回LINE漫畫大賞中名列在五部佳作之中。2023年8月，它獲得下一部人氣漫畫大賞網路漫畫類別的季軍，還在隔月取得大家所選的Tsutaya漫畫獎的第8位。2025年，本作的漫畫版在該年度日本博覽會獲頒年度最佳新漫畫獎。
2023年8月，單行本發行量突破70萬冊。本作也在日本動漫新聞網站《Anime！Anime！》的投票調查「2024下半年版 最想動畫化的漫畫作品？」名單榜上有名。

## 外部連結
- 少年Jump+上的官方網站 （日語）
- Manga Plus上的官方網站 （英語）
- 幼稚園WARS（漫畫）在動畫新聞網百科全書中的資料（英文）